# Les Travaux d'Hercule (téléfilm)
Pour le recueil de nouvelles, voir Les Travaux d'Hercule (Agatha Christie).
Les Travaux d'Hercule (The Labours of Hercules) est un téléfilm britannique de la série télévisée Hercule Poirot, réalisé par Andy Wilson.
Sur un scénario de Guy Andrews, le téléfilm regroupe l'intrigue de trois nouvelles du recueil Les Travaux d'Hercule, d'Agatha Christie : La Biche aux pieds d'airain, Le Sanglier d'Érymanthe et Les Oiseaux du lac Stymphale. Il reprend des détails des neuf autres nouvelles. 
Ce téléfilm, qui constitue le 69e épisode de la série, a été diffusé au Royaume-Uni pour la première fois le 6 novembre 2013 sur ITV, et en France le 14 mai 2014 sur TMC.

## Synopsis
Le téléfilm commence par un gala donné à Londres, au cours duquel Hercule Poirot est chargé de veiller sur le bon déroulement de la soirée. Le bandit Marrascaud tue néanmoins une jeune femme et vole un tableau de maître. Face à cet échec cuisant, Poirot tombe en dépression. En discutant avec un chauffeur de voiture, Poirot apprend qu'il vit une peine de cœur : la jeune femme dont il est tombé amoureux est la servante d'une artiste mondialement connue et a dû suivre sa maîtresse à l'Hôtel Olympus, en Suisse. Pour sortir de sa dépression et se changer les idées, Poirot annonce au jeune homme qu'il va bénévolement retrouver la jeune femme afin qu'elle revienne à Londres et revoie le chauffeur.
Poirot se rend donc à l'Hôtel Olympus, aux Rochers-neige, dans les Alpes suisses. Poirot y rencontre une femme dont il était jadis tombé amoureux, la princesse Rossakoff. 
C'est alors que des choses étranges se déroulent dans l’hôtel, qui est sous la surveillance de la police suisse et d'agents britanniques : on soupçonne que le voleur Marrascaud se cache dans l'hôtel et il est possible qu'il soit l’un des clients. Poirot va s'employer à mener l'enquête.

## Production

### Développement
En novembre 2011, ITV annonce la mise en production de cinq épisodes pour une dernière saison dont la diffusion est prévue courant 2013.
Le téléfilm est une libre adaptation du recueil de nouvelles, reprenant partiellement ou en totalité cinq d'entre elles. Ainsi le Sanglier d'Erymanthe, la Biche aux pieds d'Airain et les Oiseaux du lac Stymphale sont nettement présentes. En revanche pour la Ceinture d'Hippolyte et la Capture de Cerbère, seuls des éléments sont réutilisés.

### Fiche technique
- Titre français : Les Travaux d'Hercule
- Titre original : The Labours of Hercules
- Réalisation : Andy Wilson
- Scénario : Guy Andrews, d'après le recueil de nouvelles Les Travaux d'Hercule (1947) d'Agatha Christie, en particulier Le Sanglier d'Érymanthe
- Décors : Jeff Tessler
- Costumes : Sheena Napier
- Photographie : Ian Moss
- Montage : Adam Bosman
- Musique originale : Christian Henson
- Casting : Susie Pariss
- Production : David Boulter
  - Production déléguée : Julie Burnell, Hilary Strong, Mathew Prichard, Michele Buck, Karen Thrussell et Damien Timmer
  - Production associé : David Suchet
- Sociétés de production : ITV Studios et Agatha Christie Ltd.
- Durée : 90 minutes
- Pays d'origine :  Royaume-Uni
- Langue originale : Anglais
- Genre : Policier
- Ordre dans la série : 69e - (4e épisode de la saison 13)
- Premières diffusions :
  -  Royaume-Uni : 6 novembre 2013 sur ITV
  -  France : 14 mai 2014 sur TMC
  -  États-Unis : 18 août 2014 sur Acorn TV (internet)

### Lieux de tournage
- Le grand conservatoire de Syon House, Borough londonien de Hounslow, Londres, pour les scènes avec le chauffeur[2]
- Le Mont Granier en France, pour les paysages
- Le funiculaire de Saint-Hilaire-du-Touvet en France, pour la scène du funiculaire[2]
- Halton House (en), Buckinghamshire en Angleterre, comme l'Hôtel Olympus

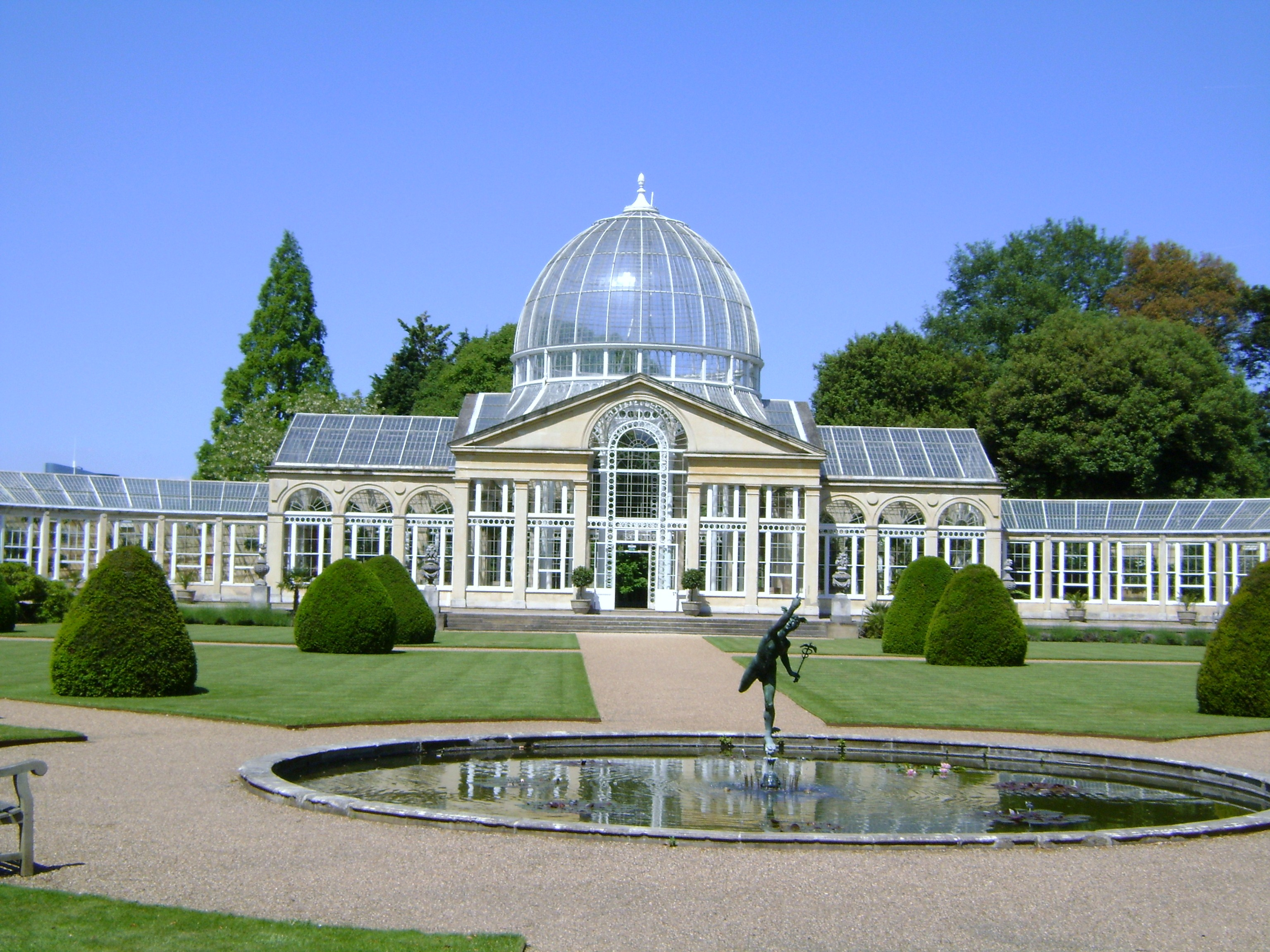
Le grand conservatoire de Syon House.
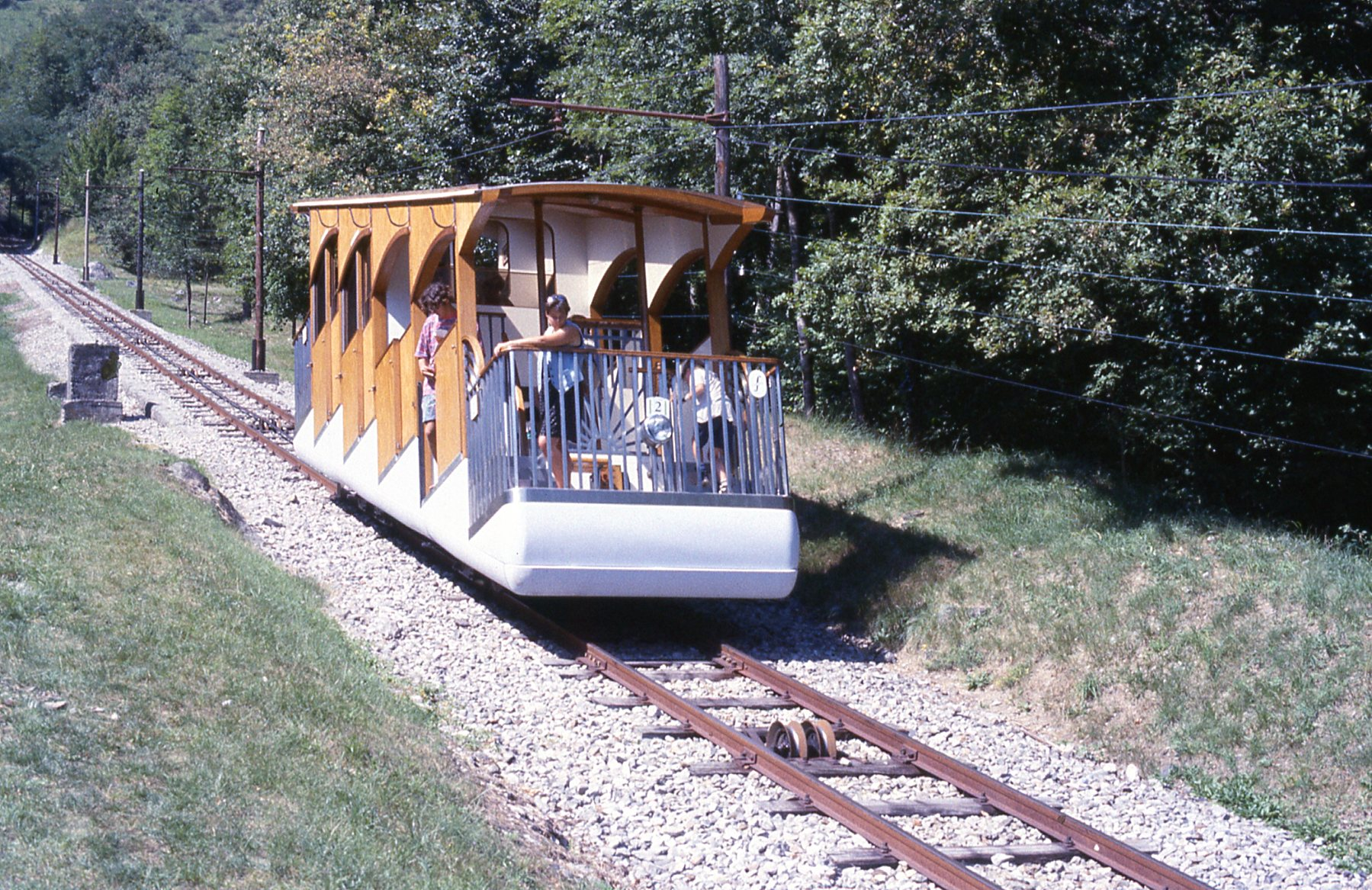
Le funiculaire de Saint-Hilaire-du-Touvet.
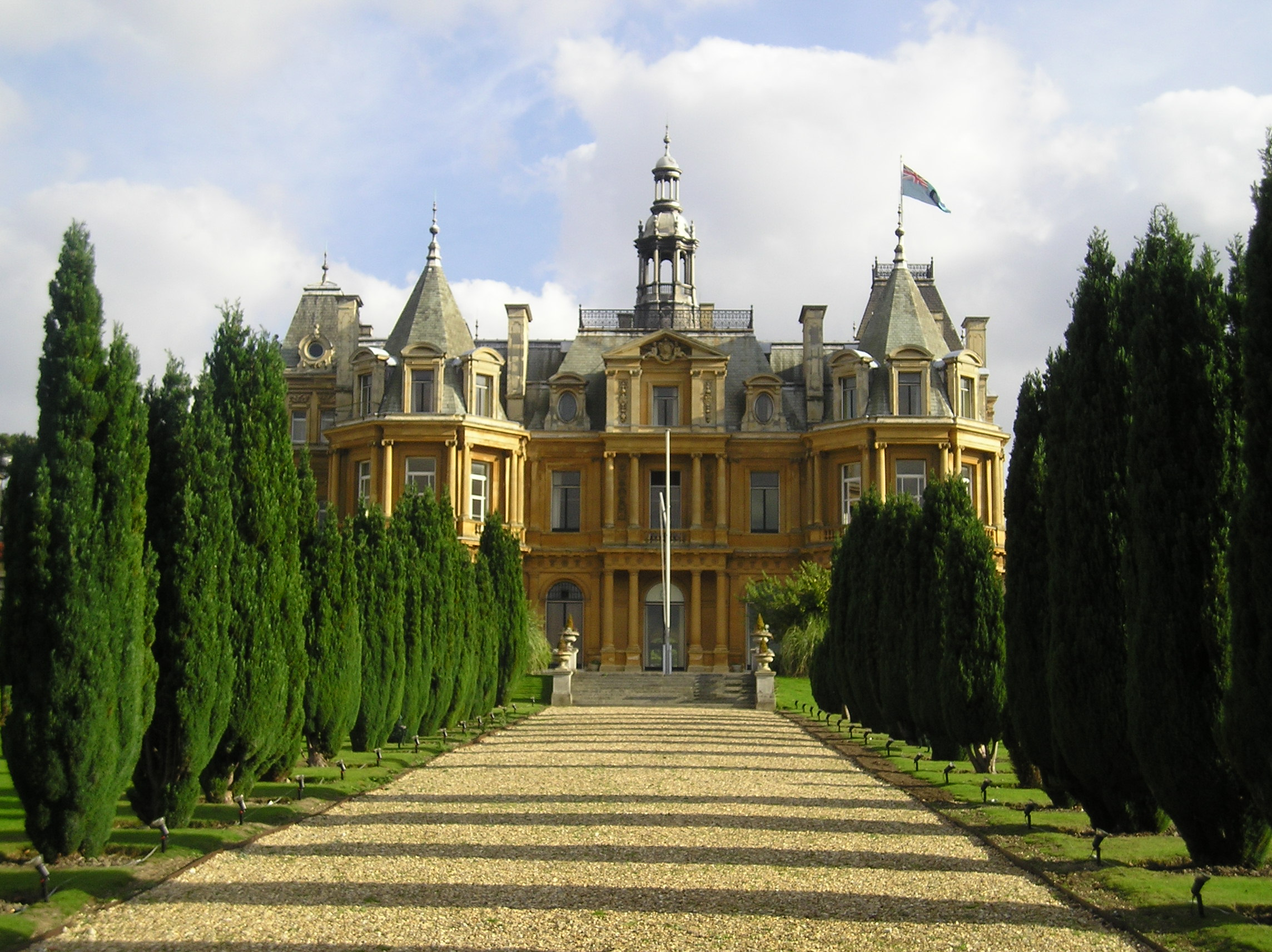
Halton House.

## Distribution
- David Suchet (VF : Philippe Ariotti) : Hercule Poirot
- Patrick Ryecart : Sir Anthony Morgan
- Rupert Evans (VF : Sylvain Agaësse) : Harold Waring
- Lorna Nickson Brown : Lucinda Le Mesurier
- Stephen Frost : chef-inspecteur
- Isobel Middleton : une policière
- Tom Chadbon : Dr Burton
- Tom Austen (VF : Damien Boisseau) : Ted Williams
- Fiona O'Shaughnessy : Katrina
- Nicholas McGaughey : inspecteur Lementeuil
- Tom Wlaschiha : Schwartz
- Morven Christie : Elsie Clayton
- Sandy McDade : Mme Rice
- Orla Brady (VF : Martine Irzenski) : comtesse Rossakoff
- Nigel Lindsay (VF : Gérard Darier) : Francesco
- Richard Katz : Gustave
- Simon Callow (VF : Pierre Dourlens) : Dr Lutz
- Eleanor Tomlinson : Alice Cunningham

## Doublage
Pour les cinq derniers épisodes de la treizième et dernière saison de la série, la voix française d’Hercule Poirot n'est plus celle de Roger Carel, ce dernier ayant ralenti son activité depuis la fin 2010.

## Accueil
Andrew Pettie, de The Daily Telegraph, donne à l'épisode une note de 4 étoiles (sur cinq), trouvant que la présence de tous les personnages liés à des affaires criminelles dans le même hôtel n'est pas « crédible ». Mais il fait remarquer que la base d'un « bon scénario de Poirot a toujours été la logique et non le réalisme ».
En France, le téléfilm est suivi par 1,2 million de téléspectateurs, soit 4,8 % de part d'audience, se plaçant 7e programme de la soirée.